# Jan Frans van Bloemen

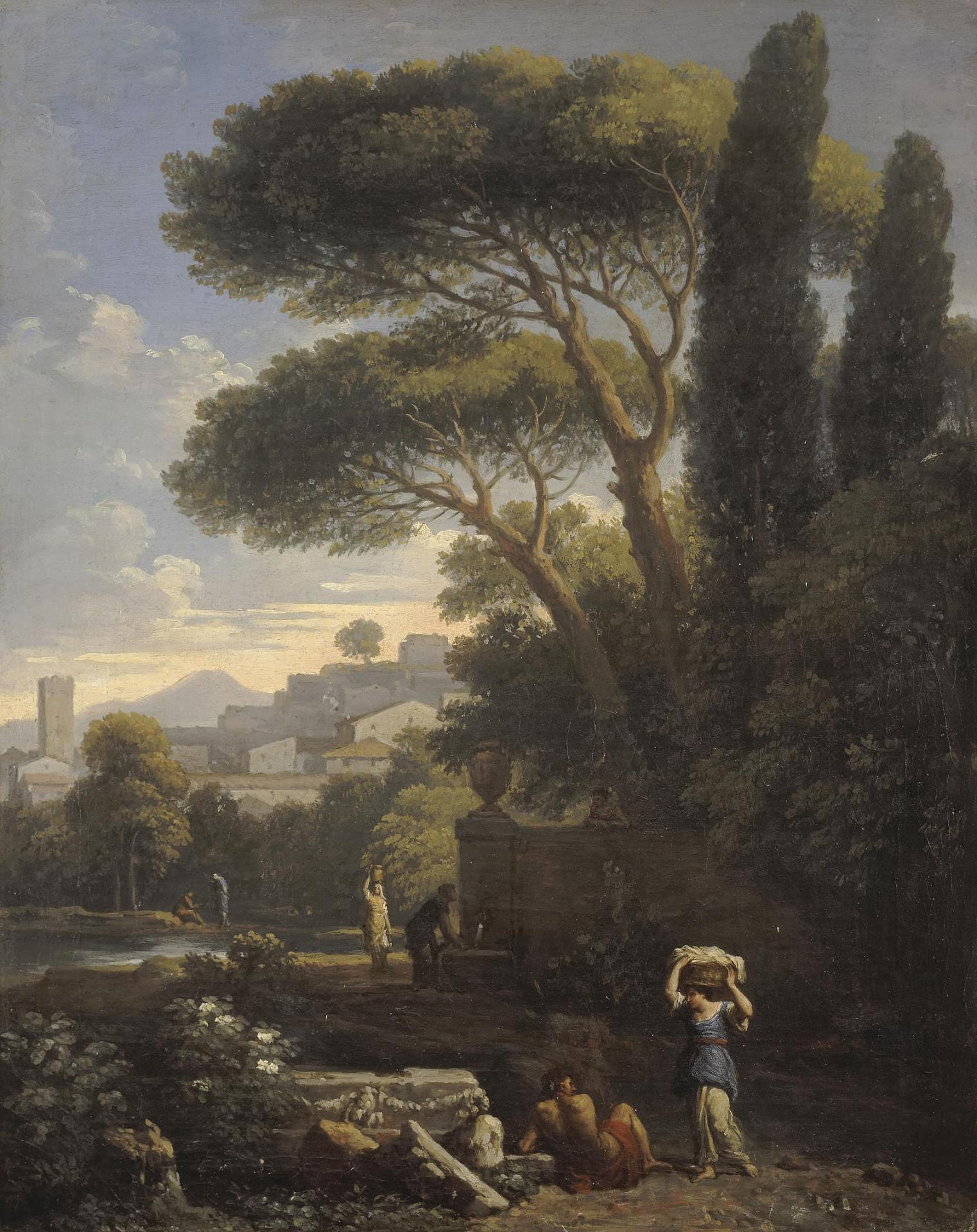
Krajina s fontánou

Jan Frans van Bloemen (pokřtěn 12. května 1662 - pohřben 13. června 1749) byl vlámský malíř působící především v Římě. Stal se zde velmi úspěšným malířem. Jeho oblíbeným tématem byly obrazy římského venkova. Vykreslil jej v estetickém pojetí klasické krajinné tradice.

## Život
Jan Frans van Bloemen se narodil v Antverpách jako mladší bratr Pietera van Bloemen se kterým se velmi pravděpodobně učil malovat. Mezi lety 1681 a 1684 se v Antverpách stal žákem Antona Goubaua. Ten patřil mezi tzv. Bamboccianti. Byli to umělci ukazující zejména každodenní život drobných rolníků, malovali obrázky trhů, zobrazovali náměty z římského a středomořského prostředí.

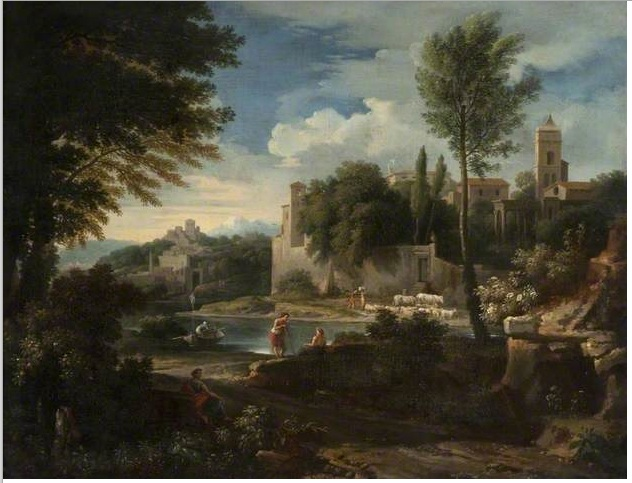
Krajina s řekou a Walled Town

Kolem roku 1682 odcestoval Jan Frans van Bloemen do Paříže, kde zůstal několik let. Později se přestěhoval do Lyonu za svým bratrem Pieterem van Bloemen. Zde pravděpodobně potkal malíře Adriaena van der Kabela. Jan Frans van Bloemen a Pieter van Bloemen odcestovali společně do Říma. Zde byli v roce 1688 zapsáni ve farnosti Sant'Andrea delle Fratte. V roce 1690 se k nim přidal i třetí bratr, malíř Norbert van Bloemen (1670-1746). Zatímco Pieter van Bloemen se vrátil v roce 1694 do Antverp a Norbert van Bloemen odešel před rokem 1724 do Amsterdamu, Jan Frans van Bloemen zůstal v Římě po zbytek svého života, s výjimkou několika výletů do Neapole, na Sicílii a na Maltu, které podnikl se svým bratrem Pieterem. Holandský malíř Caspar van Wittel, který žil v Římě od roku 1675, se stal kmotrem jeho prvního dítěte.
Van Bloemen se v Římě stal velmi úspěšným malířem. Dostával zakázky od významných osobností, například od španělské královny Elisabeth Farnese, od papeže i významné římské šlechty.

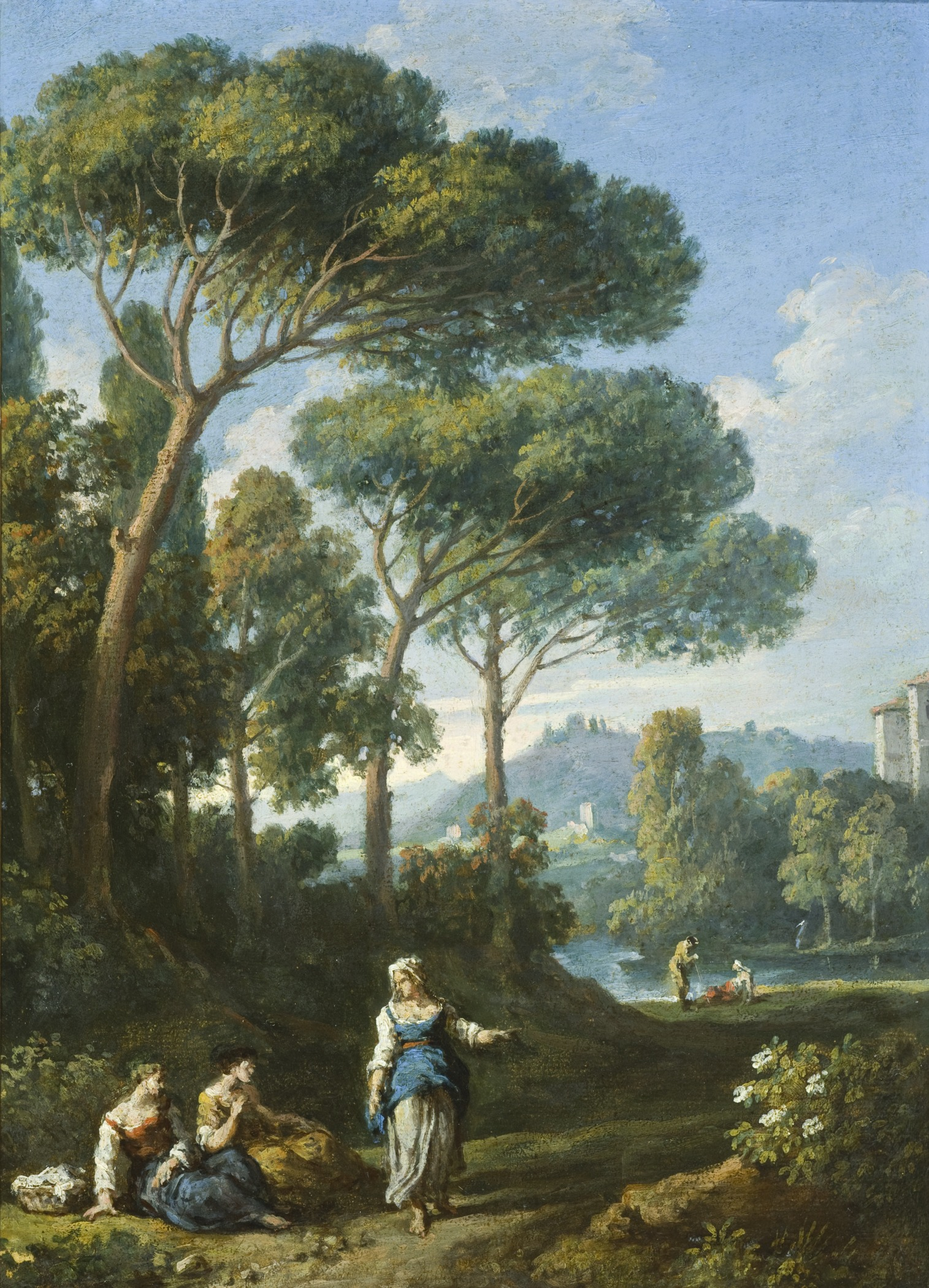
Konverzace v krajině Campagna

V Římě se stal členem spolku Bentvueghels, což bylo sdružení holandských a vlámských umělců. Dostal přezdívku Orizzonte nebo Horizonti. Tato přezdívka poukazovala na jeho oblíbený způsob zobrazení horizontu. Přestože van Bloemen se v Římě stal významným malířem, přijetí do předního cechu římských malířů, spolku Cech svatého Lukáše, se dočkal až ve věku 70 let. Mezi jeho žáky patřili Franz Ignaz Oefele, Gabrielle Ricciardelli a Nicolò Bonito.
Jan Frans van Bloemen zemřel v Římě v roce 1749.

## Práce
Van Bloemen maloval převážně klasickou krajinu. Inspiroval se italským regionem Roman Campagna, krajinou kolem Říma v oblasti Lazia ve střední Itálii. Jeho krajiny se vyznačovaly měkkým, teplým světlem, své náměty s klasickými a náboženskými tématy čerpal z příkladů umělců jako Claude Lorrain a Gaspard Dughet. Jeho obrazy mají vynikající "obtížně definovatelnou pastorační atmosféru". Tato technika mu pomohla v očích jeho současníků stát se známým malířem. Techniku i volbu námětů obdivovanou na obrazech Jana Franse van Bloemen je možno najít i u dalších umělců, jako Jan Asselijn, Thomas Wyck, Willem Romeyn nebo Willem Schellinks.

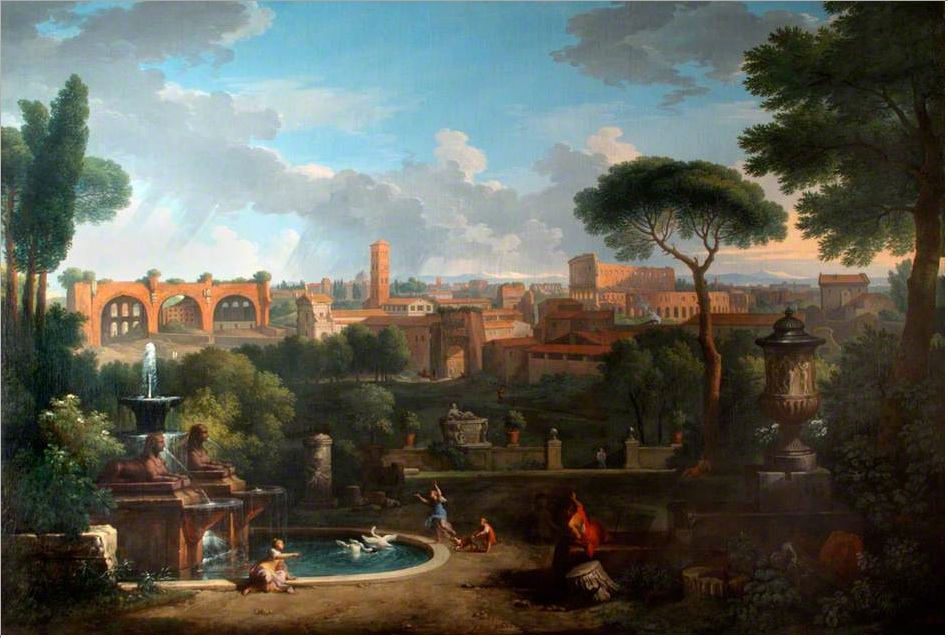
Pohled na Řím z Barberiniho paláce

Jeho krajiny mají arkadijskou bujnost s horami, potoky, vzdálenými osadami a s malými postavami obyvatel, malované nepřesným "pittura di tocco" (malba dotyku), což je malba vytvářená lehkými dotyky štětce či jemným kartáčkem. Na rozdíl od jeho přítele malíře Caspara van Wittel van Bloemen nemaloval pohledy na oblasti vzdálené od Říma, jako je údolí Tibery nebo kopce Albany. Vybíral si náměty s bezprostřední blízkosti Říma. Van Bloemen se stal zvláště známý pro jeho "pohledy na majetek". Jeho krajiny jsou často zobrazením pozemků římské šlechty v okolí Říma. Snažil se spojit moderní krajinomalbu s klasickým zobrazením arkádské krajiny. Nechtěl nabízet široké panoramatické pohledy se vzdáleným horizontem, atmosférické efekty spojené s topografií krajiny, chtěl nabízet pohledy na krajinu zdůrazňující okamžité pozorování reality. Zobrazil tak nezaměnitelné rysy místní krajiny. Jan Frans van Bloemen spolupracoval s dalšími umělci , kteří malovali postavy v jeho krajinách jako byl Carlo Maratta, Placido Costanzi a Pompeo Batoni. Spolupracoval s nimi hlavně v posledních desetiletích jeho života, kdy maloval své nejambicióznější kompozice. I tehdy se spoléhal pouze na tyto specializované malíře postav pro nejvýznamnější kompozice v popředí, zatímco on maloval drobné postavy v pozadí. Ve skutečnosti byl van Bloemen dokonalým malířem a byl velmi schopný rychle se učit napodobit styly svých spolupracovníků. To je důvodem proč mnohé z postav v jeho malbách jsou přičítány prestižním současníkům, ačkoli byly malovány jeho vlastní rukou. Nejvíce spolupracoval s Placidem Costanzi. Dvojici obrazů Flight Egypt a Rest Flight Egypt on sám považoval za nejlepší výsledek spolupráce s Placidem Costanzi, který maloval postavy.

## Galerie
Jeho krajinomalby zobrazující imaginární ruiny, byly často zaměňovány za dílo jeho bratra Pietera, známého pro své kresby postav a zvířat. Jan Frans van Bloemen také vytvořil perokresby budov v Římě a v jeho okolí.

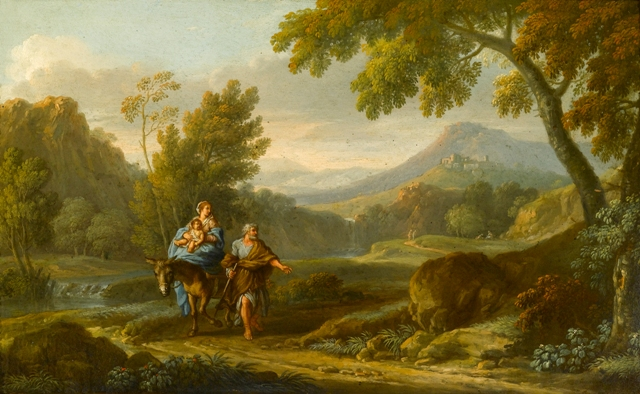
Útěk do Egypta, olej na mědi
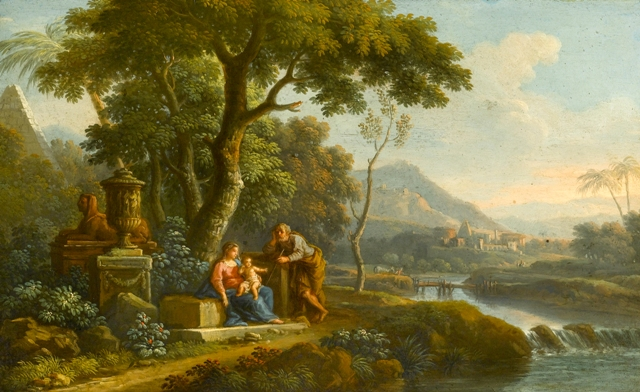
Odpočinek během útěku do Egypta, olej na mědi
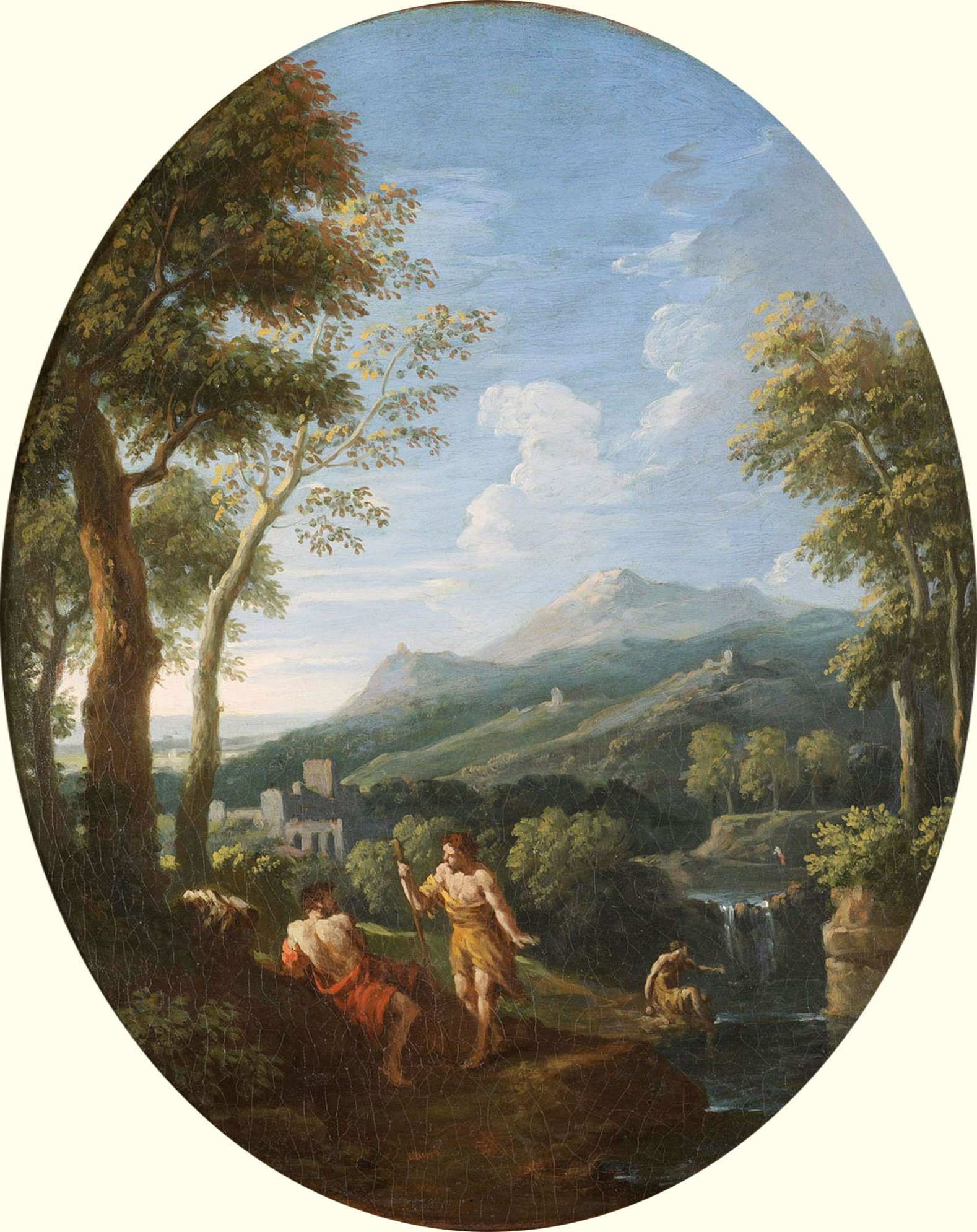
Italská krajina, olej na plátně